# اتحاد شمال ألمانيا لكرة القدم
اتحاد شمال ألمانيا لكرة القدم ( (بالألمانية: Norddeutscher Fußball-Verband)‏؛ NFV ) هي واحدة من الاتحادات الإقليمية الخمس للاتحاد الألماني لكرة القدم ( (بالألمانية: Deutscher Fußball-Bund)‏؛ DFB ) ويغطي الولايات الألمانية الأربع بريمن وهامبورغ وساكسونيا السفلى وشليسفيغ هولشتاين. 